# Facioscapulohumerale dystrofie
De facioscapulohumerale dystrofie (FSHD) of ook wel ziekte van Landouzy-Dejerine is een vrij zeldzame (ca. 1:20.000) dominant erfelijke spierziekte met wisselende penetrantie. Dat laatste wil zeggen dat niet iedereen er evenveel last van heeft, zelfs als ze de betrokken genen hebben geërfd. Dit blijkt uit het feit dat 10-20% van de patiënten asymptomatisch blijft terwijl de spieren van ca. 10-20% zo zwaar aangetast worden dat gebruik van een rolstoel noodzakelijk is.
De ziekte uit zich meestal het eerst in de spieren van het gelaat, de schouders en bovenarmen, die minder krachtig worden en slinken. Vaak zijn de eerste symptomen het niet (helemaal) kunnen sluiten van de ogen (met half open ogen slapen) en, door verzwakking/uitval van de spieren van de lippen, niet kunnen fluiten of ballonnen op kunnen blazen. Uitstekende schouderbladen en het niet boven de schouders kunnen heffen van de armen zijn andere vroege symptomen.
De ziekte schrijdt meestal langzaam voort en lijders kunnen uiteindelijk op een rolstoel aangewezen raken, maar dit hoeft zeker niet.

## Oorzaak
In 98% van de gevallen is een afwijking aan het einde van de lange arm van chromosoom 4 (locatie 4q35) aantoonbaar. Hierdoor is het einde van het chromosoom verkort ten opzichte van normaal. In het artikel "A Unifying Genetic Model for Facioscapulohumeral Muscular Dystrophy" in Science op 19 augustus 2010 is er een verband gevonden tussen deze afwijking en de destructie van spierweefsel: door de verkorting van het chromosoom komt het uiteinde van het chromosoom een beetje "open te staan". Normaal is het einde van chromosoom 4 dicht opeengepakt en onleesbaar. Hierdoor kan er DNA aan het einde van het chromosoom worden overgeschreven naar RNA. Dit RNA is bij 'gezonde' mensen vaak instabiel en wordt afgebroken, echter: mensen met FSHD hebben een signaal dat dit RNA beschermt tegen afbraak. Hieruit ontstaat een eiwit dat toxische gevolgen heeft voor spierweefsel.

## Behandeling
Uitsluitend symptomatisch, fysiotherapie, ergotherapie, leren omgaan met de beperkingen.
Bij ca. 1% van de patiënten zijn de ademhalingsspieren zodanig aangetast dat mechanische ademhalingsondersteuning (beademing) is vereist. Dit betreft meestal nachtelijke non-invasieve beademing met BiPAP apparatuur. In zeer ernstige gevallen kan permanente invasieve beademing via tracheostoma noodzakelijk worden (Wohlgemuth, M. et al (2004) Neurology Jul 13;63(1):176-8).

## Erfelijkheid
Iemand die de genetische afwijking heeft, heeft telkens 50% kans dit op een nakomeling (zowel jongens als meisjes) over te dragen. Niet alle patiënten hebben een aangedane ouder; sommige gevallen berusten op nieuwe mutaties. Deze patiënten kunnen het dan wel weer op hun eigen kinderen overdragen. Generatie op generatie heeft de ziekte een dominanter (ernstiger) verloop.

## Beloop
Op wisselende leeftijd begin van de klachten, vaak tussen 10 en 20 jaar, maar soms eerder of later. Na de schoudergordel en de gelaatsspieren raken de buikspieren en de beenspieren aangedaan. Hierdoor kan op den duur een wat schommelende of waggelende loop op gaan treden. Bij een deel van de patiënten (10-20%) wordt op den duur het gebruik van een rolstoel noodzakelijk.
Verder komen bij sommige patiënten gehoorafwijkingen en retinale vaatafwijkingen voor. In beide gevallen gaat dit meestal niet gepaard met klachten (sub-klinisch).
Uit Nederlands onderzoek (Wohlgemuth et al, 2004, PMID 15249635) bleek ca. 1% van de Nederlandse FSHD patiënten 's nachts werd beademd vanwege respiratoir falen. Bij 1 patiënt was ook overdag beademing noodzakelijk.

## Diagnostiek
- Het verhaal van de patiënt; als al bekend is dat het in de familie zit is de diagnose niet moeilijk maar in andere gevallen kan het weleens lang duren.
- Lichamelijk onderzoek
- Patiënten hebben een verhoogd creatinekinase-gehalte in het bloed
- Elektromyografie
- Spierbiopsie
- Genetisch onderzoek.

Bij sommige spierziekten is er een sterk verhoogd risico op maligne hyperthermie wanneer zij onder algehele narcose wordt gebracht. Alhoewel dit bij FSHD nog nooit in de wetenschappelijke literatuur is beschreven, dient bij een narcose van een mogelijk verhoogd risico uit te worden gegaan.